# Makropinozytose

Pinozytose

Als Makropinozytose (auch Pinozytose) bezeichnet man die Aufnahme von Flüssigkeitsmengen und darin gelösten Substanzen aus dem Umgebungsmedium einer Zelle in ihr Inneres. Die Aufnahme in das Zellplasma erfolgt in Form von Vesikeln von maximal 150 nm Durchmesser. Das Vesikel wird als Makropinosom bezeichnet.
Das Wort leitet sich aus dem griechischen 'pinein' = trinken und 'kytos' = Hülle ab.

## Eigenschaften
Die Makropinozytose ist neben der Phagozytose, der Clathrin-vermittelten Endozytose und der Caveolae-vermittelten  Endozytose ein Mechanismus der Endozytose. Sie kommt unter anderem in Phagozyten vor. Die Flüssigkeit wird unspezifisch ohne Beteiligung von Rezeptoren für den Inhalt aufgenommen. Die Vesikel verschmelzen anschließend mit Endosomen und Lysosomen im Endomembransystem. Im Verlauf der Bildung von Makropinosomen wird Rab7 vermehrt gebildet. Die IP3-Kinase und die Phospholipase C sind an der Bildung beteiligt, cAMP führt dagegen zu einer Wiedereingliederung des Vesikels in die Zellmembran. Während der Bildung von Makropinosomen werden die Phosphoinositide PI(4,5)P2 und PI(3,4,5)P3 gebildet und die Rho-GTPase inaktiviert. Der Transport der Makropinosomen erfolgt entlang des Aktin-Zytoskeletts.

## Zelleintritt für Pathogene
Das Ebolavirus, das Vacciniavirus, Adenoviren, manche Picornaviren und das humane Herpesvirus 8 verwenden Makropinosom-ähnliche Vesikel für den Zelleintritt. Das von EHEC gebildete Vero-Toxin, sowie Salmonellen, Legionella pneumophila und einige Protozoen werden über Makropinosomen in Zellen aufgenommen.